# Kuchiki no Tou
Kuchiki no Tou (japonés: 朽木の灯) es el cuarto disco de MUCC y su segundo como majors.

## Lista de canciones
1. "Kuchiki no tou / 朽木の灯" - Música y Letra:Miya (ミヤ) - 2:03
2. "Daremo inai ie / 誰も居ない家" - Música y Letra:Miya (ミヤ) - 3:50
3. "Isho / 遺書" - Música y Letra:Miya (ミヤ) - 5:16
4. "Mikan no kaiga / 未完の絵画" - Música y Letra:Miya (ミヤ) - 5:43
5. "Dakukuu / 濁空" - Música y Letra:Miya (ミヤ) - 2:25
6. "Gentou sanka / 幻燈讃歌" - Música y Letra:Miya (ミヤ) - 3:38
7. "Akatsuki yami / 暁闇" - Música:Miya (ミヤ), YUKKE, Letra: Tatsurou (達瑯) - 5:27
8. "2.07" - Música y Letra:Miya (ミヤ) - 2:07
9. "Garo / ガロ" - Música:Miya (ミヤ), Letra: Tatsurou (達瑯) - 3:00
10. "Kanashimi no hate / 悲シミノ果テ" - Música y Letra:Miya (ミヤ) - 4:12
11. "Rojiura boku to kimi e / 路地裏 僕と君へ" - Música:Miya (ミヤ), Letra: Tatsurou (達瑯) - 4:22
12. "Oboreru sakana / 溺れる魚" - Música y Letra: Tatsurou (達瑯) - 5:24
13. "Namonaki yume / 名も無き夢" - Música:Miya (ミヤ), Letra: Tatsurou (達瑯) - 4:24
14. "Monokuro no keshiki / モノクロの景色" - Música:Miya (ミヤ), YUKKE, Letra: Tatsurou (達瑯) - 5:35
15. "Kuchiki no tou / 朽木の灯" - Música:Miya (ミヤ), Letra: Tatsurou (達瑯) - 11:27

## Ediciones
Del disco salieron tres ediciones distintas, Limitada DVD Gold version, Limitada DVD Silver version y Normal
- Los DVD incluyen cada uno, 15 minutos de 5 fechas alternativas de la gira "Shutoken syucyu syukan 10days" que realizó MUCC en enero de 2004.
- La edición normal del disco solo incluye las 15 canciones anteriores.

## Datos del CD
- La gira de promoción del disco se llamó 2004 Fall tour "Souransyuko".
- Los sencillos "Rojiura boku to kimi e / 路地裏 僕と君へ" y "Monokuro no keshiki / モノクロの景色" fueron incluidos en el álbum y son las únicas canciones del mismo que tienen videoclip.
- Las ediciones limitadas tienen un artwork diferente a la normal.
- Las ediciones limitadas no tienen ningún indicativo de que DVD incluyen, así que la gente que quisiese tener ambos DVD originales, debía comprar a ciegas el disco y en caso tener el mismo DVD cambiarlo con alguien.
- Ambas ediciones limitadas salieron a la venta a un precio de 3500 yenes (sin tasas) y actualmente están descatalogadas pero debido a que no era una tirada tan pequeña como la de anteriores discos, hoy en día es posible comprarlas en tiendas de segunda mano a prácticamente el mismo precio que de salida (unos 4000 yenes).
- Todas las ediciones incluyen una pegatina del grupo.

## Músicos
- Voz: Tatsurou (達瑯)
- Guitarra: Miya (ミヤ)
- Bajo: YUKKE
- Batería: SATOchi (SATOち)

## Músicos invitados
- Batería: Sakura de Sons of al Pussys
- Guitarra: Yukihiro de Acid Android

- Datos: Q925956